# Surra

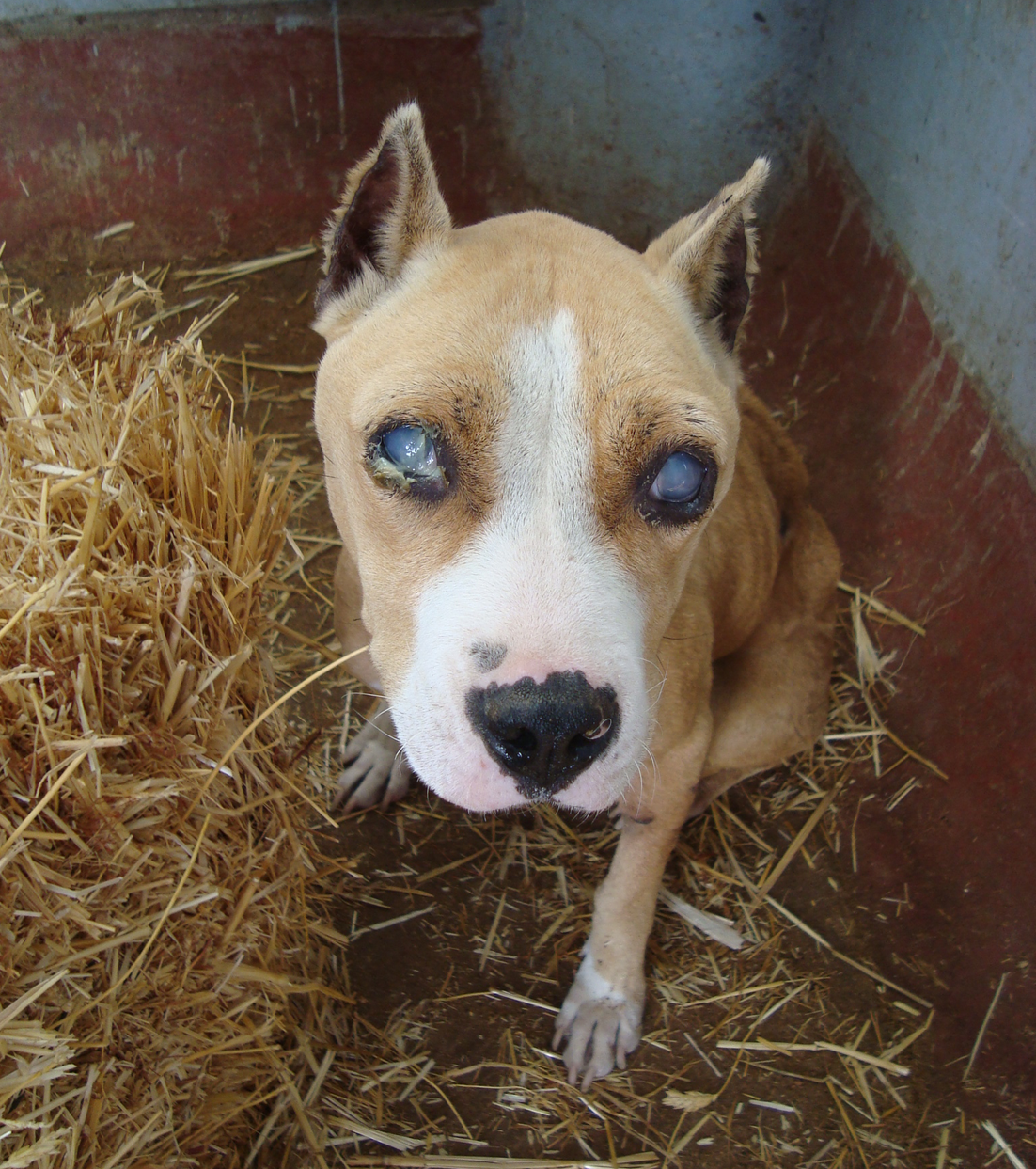
Surra

Surra, também conhecida no Brasil como "mal das cadeiras", derrangadera e "peste quebra-bunda", é uma patologia causada pelo protozoário Trypanosoma evansi. Afeta uma grande variedade de animais domésticos e silvestres e se encontra amplamente distribuída nas regiões tropicais e subtropicais. No Brasil já foi descrita em cães, capivaras, cavalos, quatis, bovinos, búfalos, pequenos marsupiais e tatus. A doença é enzoótica em equinos do Pantanal mato-grossense, onde assume importância econômica devido à grande população de equinos da região.[carece de fontes?]